# IV. Albert bajor herceg
IV. (Bölcs) Albert (München, 1447. december 15. vagy 1447. december 15. – München, 1508. március 18. vagy 1508. március 18.) bajor–müncheni herceg 1467-től 1503-ig, egész Bajorország hercege 1504-től haláláig.

## Élete

### Származása
IV. Albert herceg Münchenben született. Édesapja III. Albert herceg volt, Ernő bajor-müncheni herceg (1373–1438) és Elisabetta Visconti milánói nemes kisasszony (1374–1432) fia. Édesanyja III. Albert második felesége, Anna braunschweig-grubenhageni hercegnő (1420–1474), I. Erik braunschweig-grubenhagen-einbecki herceg és Erzsébet braunschweig-göttingeni hercegnő volt. Szülei házasságából tíz testvér született:
- János herceg (Johann, 1437–1463), trónörökös, 1460–1463 között IV. János néven uralkodó herceg,
- Ernő herceg (Ernst, 1438–1460),
- Zsigmond herceg (Siegmund, 1439–1501); 1460–1467 között Bajorország uralkodó hercege,
- Albert herceg (Albrecht, 1440–1445), kisgyermekként meghalt,
- Margit hercegnő (Margarete, 1442–1479), aki 1463-ban I. Federico Gonzaga mantovai herceg (1441–1484) felesége lett,
- Erzsébet hercegnő (Elisabeth, 1443–1484), 1460-tól I. Ernő szász választófejedelem (1441–1486) felesége,
- Albert herceg (Albrecht, 1447–1508), aki Habsburg Kinga főhercegnőt (1465–1520) vette feleségül,
- „Erős” Kristóf herceg (Christoph der Starke, 1449–1493),
- Wolfgang herceg (1451–1514),
- Borbála hercegnő (Barbara, 1454–1472), klarissza apáca.

Mivel voltak bátyjai, Albert herceget szülei egyházi pályára szánták, és Itáliába küldték tanulni.

### Házassága

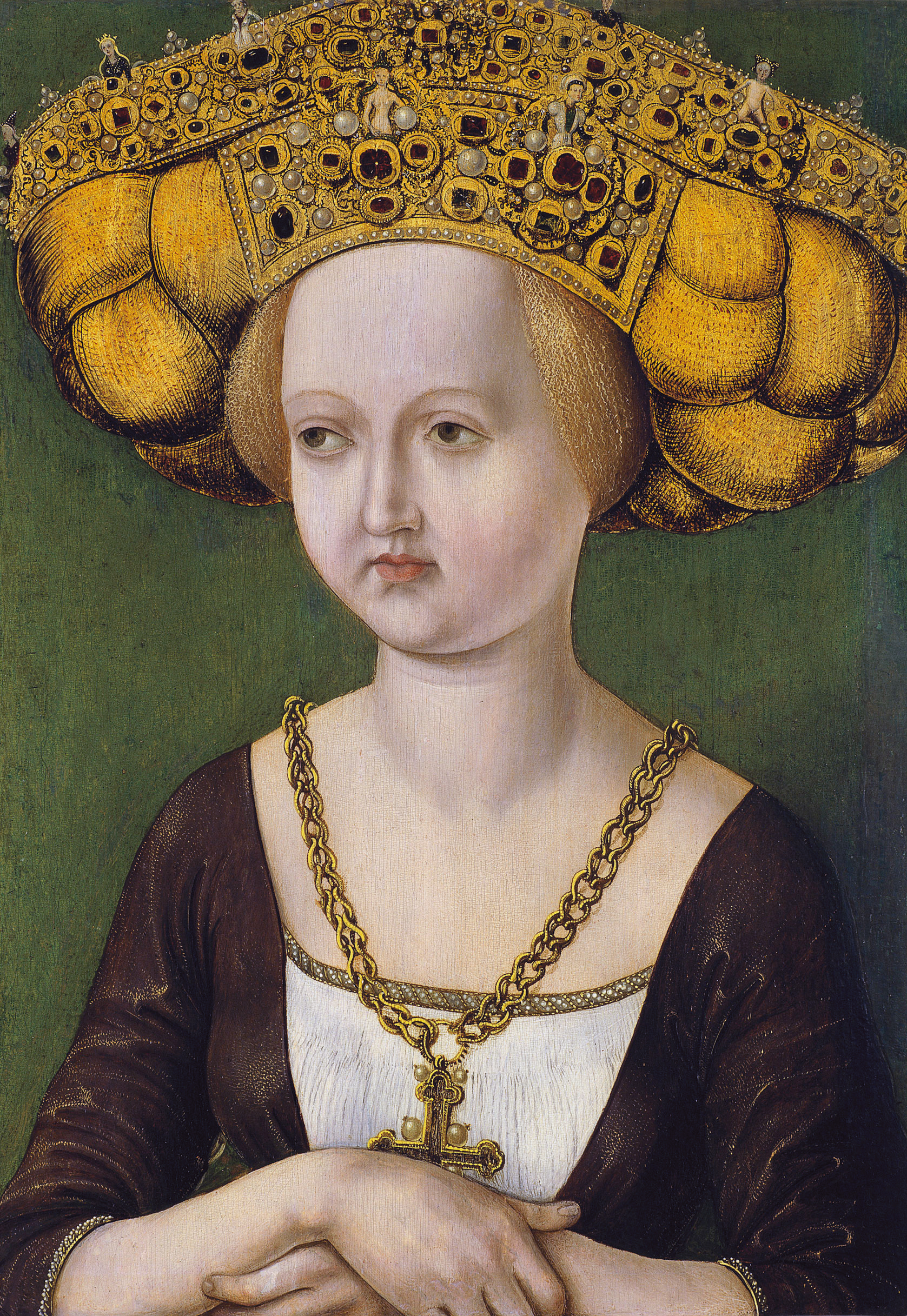
Habsburg Kinga osztrák főhercegnő 1485 körül

IV. Albert herceg 1487-ben Habsburg Kinga osztrák főhercegnőt (1465–1520), III. Frigyes német-római császár és Eleonóra portugál infánsnő leányát, a későbbi I. Miksa német-római császár húgát vette feleségül. Kinga (Kunigunda) főhercegnő kezére sokan pályáztak, köztük Hunyadi Mátyás magyar király is, már 1465-ben, de őt Frigyes visszautasította. 1485-ben Kinga főhercegnő megismerkedett Albert bajor herceggel, aki azonban még a házassági egyezkedés közben elfoglalta Regensburg birodalmi várost. Frigyes császár erre megszakította a tárgyalásokat, de 1487-ben a leleményes Albert herceg – Kinga főhercegnő rokonának, Zsigmond osztrák főhercegnek segítségével – egy hamis császári engedély-okiratot készíttetett, és elvette feleségül választottját. Három fiuk és öt leányuk született:
Szülei házasságából nyolc gyermek született:
- Szidónia hercegnő (Sidonie, 1488–1505), V. Lajos pfalzi választófejedelem eljegyzett menyasszonyaként hunyt el,
- Szibilla hercegnő (Sibylle, 1489–1519), aki 1511-ben V. Lajos pfalzi választófejedelem (1478–1544) felesége lett,
- Szabina hercegnő (Sabine, 1492–1564), aki 1511-ben I. Ulrik württembergi herceghez (1487–1550) ment feleségül,
- Vilmos herceg (Wilhelm, 1493–1550), trónörökös, 1508-tól IV. Vilmos néven uralkodó herceg, aki 1522-ben Maria Jakobäa von Baden őrgrófnőt (1507–1580) vette feleségül,
- Lajos herceg (Ludwig, 1495–1545), X. Lajos néven Landshut hercege, Vohburg grófja,
- Zsuzsanna hercegnő (Susanne, 1499–1500), kigyermekként elhunyt,
- Ernő herceg (Ernst, 1500–1560), a Passaui Püspökség és a Salzburgi Érsekség adminisztrátora
- Zsuzsanna hercegnő (Susanne, 1502–1543), aki 1518-ban Kázmér brandenburg-kulmbachi őrgrófhoz († 1527), majd 1529-ben Ottó Henrik (Ottheinrich) pfalz-neuburgi grófhoz († 1559) ment férjhez.

### Uralkodása
Mivel egyik bátyja meghalt, a másik lemondott, 1467-ben mégis Albert hercegre szállt a müncheni bajor rész-hercegség. A császárleánnyal történő házasság kikényszerítése körüli manővereiért 1467-ben ő maga is, és felesége is kegyvesztett lett apósánál, III. Frigyes császárnál. Birodalmi kiközösítés (Reichsacht) és birodalmi háború fenyegette, amit csak sógorának, Miksa főhercegnek, a császári trónörökösnek – ekkor már a birodalom társuralkodójának – közbenjárásával sikerült elhárítania. Hosszú uralkodása alatt a tudományok és művészetek barátjaként kormányzott, és Bajorország legerélyesebb, legbölcsebb hercegeként tartották számon.
1503-ban unokafivérének, György bajor–landshuti hercegnek elhunytával kihalt a család Alsó-Bajorország–Landshut uralkodói ága, IV. Vilmos saját koronája alatt egyesítette a bajor területeket, és egész Bajorország uralkodó hercege lett.  1506-ban adta ki az úgynevezett bajor pragmatica sanctiót, amely a bajor trónöröklést szabályozza, a trónt örök időkre a mindenkori elsőszülött fiúnak biztosítva (primogenitúra).
Albert herceg 41 évnyi uralkodás után, 1508-ban hunyt el. Örököse fia, az ugyancsak hosszú ideig kormányzó IV. Vilmos lett.

## Lásd még
- Bajorország uralkodóinak listája

| Előző uralkodó: Zsigmond | Bajorország uralkodója 1467 – 1504 bajor–müncheni hercegként | Következő uralkodó: nem volt |

| Előző uralkodó: nem volt | Bajorország uralkodója 1504 – 1508 hercegként | Következő uralkodó: IV. Vilmos, X. Lajos |

1. 1 2  Dalibor Brozović: Hrvatska enciklopedija (horvát nyelven). Horvát Enciklopédia . Miroslav Krleža Lexicographical Institute, 1999
2. 1 2  Proleksis enciklopedija (horvát nyelven). Proleksis Encyclopedia
3. ↑  http://www.hdbg.de/portraitgalerie/gemaelde-2444.php
4. ↑  p11391.htm#i113909, 2020. augusztus 7.